# 莫雷阿岛
莫雷阿岛（發音：[moʔore(ʔ)a]；又译茉莉雅岛）是法属波利尼西亚向风群岛（属于社会群岛）的一个火山岛，位于大溪地島西北17千米处，由莫雷阿-马伊奥市镇管辖。